# Euscheloribates clavatus
Euscheloribates clavatus är en kvalsterart som först beskrevs av Sandór Mahunka 1988.  Euscheloribates clavatus ingår i släktet Euscheloribates och familjen Scheloribatidae. Inga underarter finns listade i Catalogue of Life.